# Emilie Schindler
Emilie Schindler, nacida Emilie Pelzl (Alt Moletein, 22 de octubre de 1907–Berlín, 5 de octubre de 2001) fue una activista alemana de los derechos humanos que ayudó a salvar las vidas de entre 1200 y 1700 judíos en el marco del Holocausto. Oskar Schindler, un industrial alemán de los Sudetes, creó la ahora famosa lista de judíos de Schindler, a quienes les proveyó de inmunidad frente a la persecución nazi al emplearlos en sus fábricas de esmalte y municiones.
El monumento Yad Vashem de Israel en memoria de las víctimas del Holocausto honró a los Schindler como Justos entre las Naciones, por sus esfuerzos en salvar cientos de vidas judías. La historia de los Schindler inspiró La lista de Schindler, una película de 1993 dirigida por Steven Spielberg y ganadora de siete premios Óscar.

## Primeros años
Hija de los alemanes de los Sudetes Josef y Marie Pelzl, nació con el nombre de Emilie Pelzl en el pueblo de Alt Moletein (en checo, Starý Moletín; actual, Maletín), entonces parte del Imperio Austrohúngaro (actual República Checa). Tuvo un hermano mayor, Franz, con quien era muy cercana.
Los primeros años de Schindler en Alt Moletein fueron idílicos, pues era muy aficionada a la naturaleza y a los animales. Emilie también se interesaba por los gitanos que, de tiempo en tiempo, acampaban cerca del pueblo por unos días; su estilo de vida nómada, su música y sus historias la fascinaban.

## Matrimonio y vida con Oskar Schindler
Emilie Pelzl vio por primera vez al apuesto Oskar Schindler en 1928, cuando llegó a Alt Moletein para vender motores eléctricos a la casa de su padre. Al cabo de seis semanas, la pareja decidió casarse el 6 de marzo de 1928 en una posada en las afueras de Zwittau, ciudad natal de Oskar.
El matrimonio comenzó a deteriorarse. Oskar gastó 100 coronas checas de la dote (una suma considerable entonces) en un coche de lujo y otros artículos suntuosos. En su libro Una memoria donde la luz y la sombra se encuentran, Emilie recuerda cómo luchó por entenderlo:

A pesar de sus defectos, Oscar [sic] tuvo un gran corazón y siempre estuvo dispuesto a ayudar a quien estuviera necesitado. Era afable, amable, en extremo generoso y caritativo, pero, al mismo tiempo, inmaduro. Mentía y me engañaba para luego volver como un niño atrapado en una travesura, pidiendo ser perdonado una vez más y, a continuación, empezaba todo de nuevo.

## Segunda Guerra Mundial

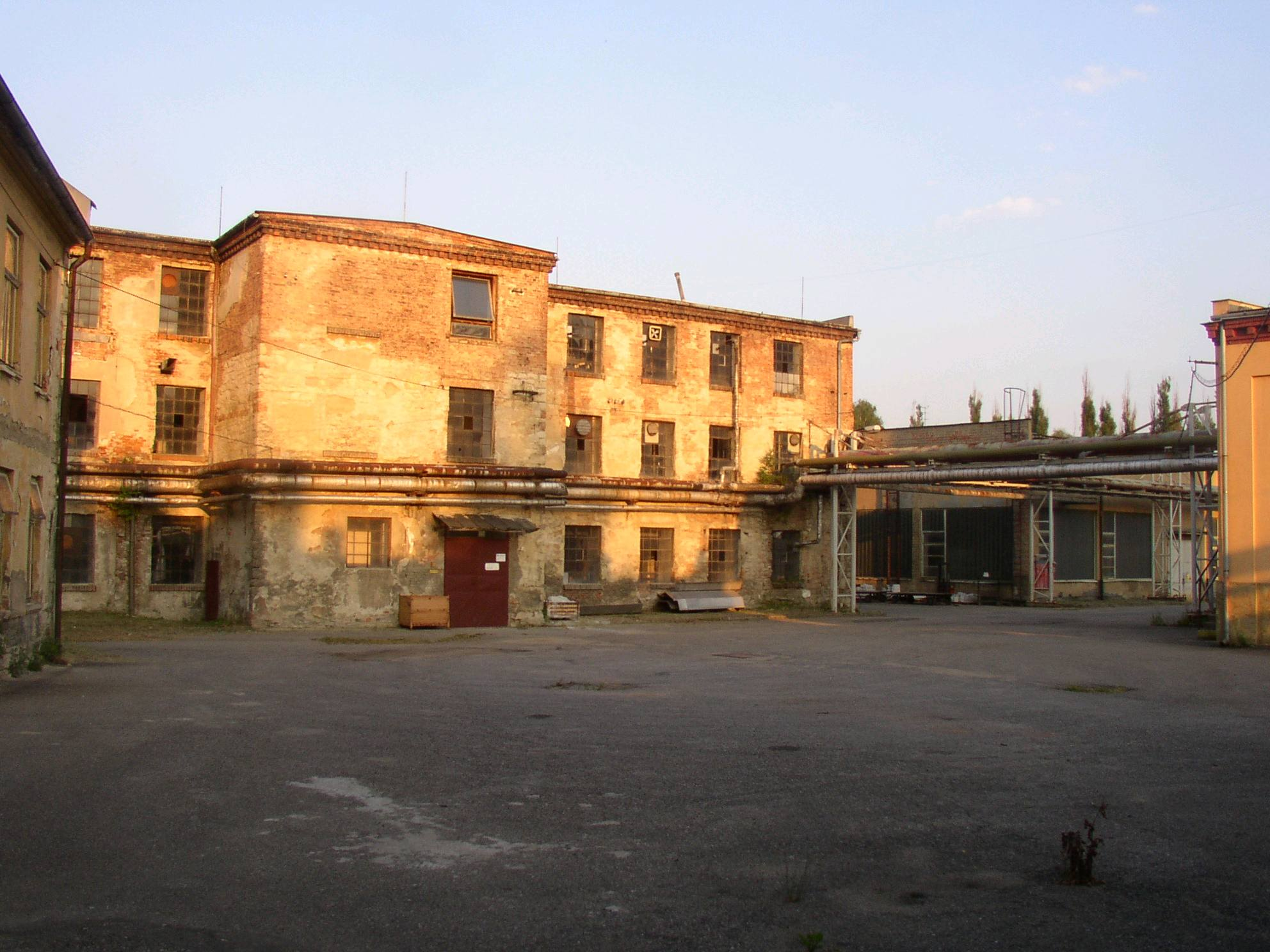
Fábrica de Schindler en Brněnec en 2004.

En 1938, Oskar Schindler se unió al Partido Nazi y se mudó a Cracovia, dejando a Emilie en Zwittau. Allí, adquirió el control de una fábrica propiedad de judíos que producía bienes esmaltados, la Deustche Emailwaren Fabrik, donde empleó a obreros judíos porque eran más baratos; sin embargo, pronto se dio cuenta de la verdad de las atrocidades nazis e inició la protección encubierta de sus trabajadores con la ayuda de Emilie. En un inicio, salvaron a los obreros chantajeando a guardias de la SS. Luego, listaron a sus empleados como trabajadores esenciales para la fabricación de uniformes y municiones para el Tercer Reich. Cuando las condiciones empeoraron y comenzaron a quedarse sin dinero, Emilie vendió sus joyas para comprar comida, ropa y medicinas. Cuidó de obreros enfermos en un sanatorio clandestino en la fábrica con equipo médico comprado en el mercado negro.
Uno de los sobrevivientes, Maurice Markheim, recordó más tarde:

Ella consiguió un camión entero de pan de algún lugar del mercado negro. Me llamaron para descargarlo. Ella estaba hablando con la SS y por la forma en que se volteó y habló, pude deslizar un pan debajo de mi camisa. Vi que ella lo hizo a propósito. Una tajada de pan en ese momento era oro... Hay una vieja expresión: Detrás del hombre, está la mujer, y creo que ella fue un gran ser humano.

Los Schindler salvaron a más de 1200 judíos de los campos de exterminio. En mayo de 1945, cuando las tropas soviéticas llegaron a Brünnlitz (Brněnec), los Schindler dejaron a los judíos en la fábrica y se fueron a esconder por temor a ser aprehendidos debido a los vínculos de Oskar con el partido nazi.

## Vida después de la guerra
Los Schindler vivieron bajo continuas amenazas de antiguos nazis, lo que significó que corrían riesgo en la Alemania de la posguerra. Huyeron a Buenos Aires, Argentina, junto con la amante de Oskar y una decena de los denominados Schindlerjuden (Judíos de Schindler). En 1949, se establecieron allí como agricultores y recibieron apoyo financiero de una organización judía.
En 1957, Schindler quedó en bancarrota, se separó de Emilie y viajó de regreso solo a Alemania. Se mantuvo alejado de su esposa durante 17 años y murió en la pobreza, hacia 1974. Aunque no se divorciaron, no volvieron a verse. Treinta y siete años después de su partida, Emilie visitó la tumba de su esposo en Jerusalén y expresó sus pensamientos:

Por fin nos reunimos de nuevo... No he recibido ninguna respuesta, querido, no sé por qué me abandonaste ... Pero lo que ni siquiera tu muerte o mi edad puede cambiar es que todavía estamos casados y así es cómo estamos delante de Dios. Te he perdonado todo, todo, todo.

Emilie vivió por muchos años en una pequeña casa en San Vicente, a 40 kilómetros al suroeste de Buenos Aires, junto con sus mascotas. Recibió una pequeña pensión de Israel y Alemania. Policías custodiaban su casa las 24 horas para protegerla de grupos antisemitas y extremistas ultraconservadores. En tal situación, creó vínculos con muchos de los uniformados.

## Muerte
En julio de 2001, durante una visita a Berlín, Emilie dijo a los reporteros que su "último y mayor deseo" era pasar sus últimos años en Alemania, y añadió que se había vuelto cada vez más nostálgica. Falleció a causa de los efectos de un derrame en el Hospital Maerkisch-Oderland de Berlín en la noche del 5 de octubre de 2001, a la edad de 93 años.
Su único pariente era una sobrina que vivía en Baviera, Alemania. Emilie se encuentra enterrada en el cementerio de Waldkraiburg, a una hora de distancia de Múnich. Su lápida incluye las palabras, Wer einen Menschen rettet, rettet die ganze Welt ("Quien salva una vida salva al mundo entero").

## Legado
Si bien los esfuerzos de Oskar Schindler para salvar a cientos de judíos son bien conocidos, los de Emilie no lo son tanto o son casi ignorados. El libro en alemán, “Ich, Emilie Schindler”, de la escritora argentina Erika Rosenberg, demuestra que trabajó codo a codo con Oskar para proteger a los judíos.
Fue honrada por varias organizaciones judías por sus esfuerzos durante la Segunda Guerra Mundial. En mayo de 1994, fue declarada como persona "Justa entre las Naciones" por el memorial Yad Vashem, junto con Miep Gies, la mujer que escondió a Anne Frank y a su familia en los Países Bajos. En 1995, fue condecorada con la Orden de Mayo, el más alto honor dado a los extranjeros que no son jefes de Estado en la Argentina.

## Cultura popular
Su vida inspiró el libro biográfico "Yo, Emilie Schindler" (2001), escrito por Erika Rosenberg. Además, sus esfuerzos sirvieron de inspiración para la novela "El arca de Schindler" (1982) y la película basada en esta última, La lista de Schindler (1993), del director y productor de cine Steven Spielberg, donde el personaje de Emilie fue representado por Caroline Goodall; sin embargo, en la escena final, la propia Emilie coloca una piedra sobre la tumba de su esposo.